# Blaukopfsaphir
Der Blaukopfsaphir (Chrysuronia grayi; Syn: Hylocharis grayi, Trochilus grayi) oder manchmal auch Blaukopf-Saphirkolibri ist eine Vogelart aus der Familie der Kolibris (Trochilidae). Die Art hat ein großes Verbreitungsgebiet, das etwa 39.700 Quadratkilometer in den südamerikanischen Ländern Kolumbien und Ecuador umfasst. Der Bestand wird von der IUCN als nicht gefährdet (least concern) eingeschätzt.

## Merkmale

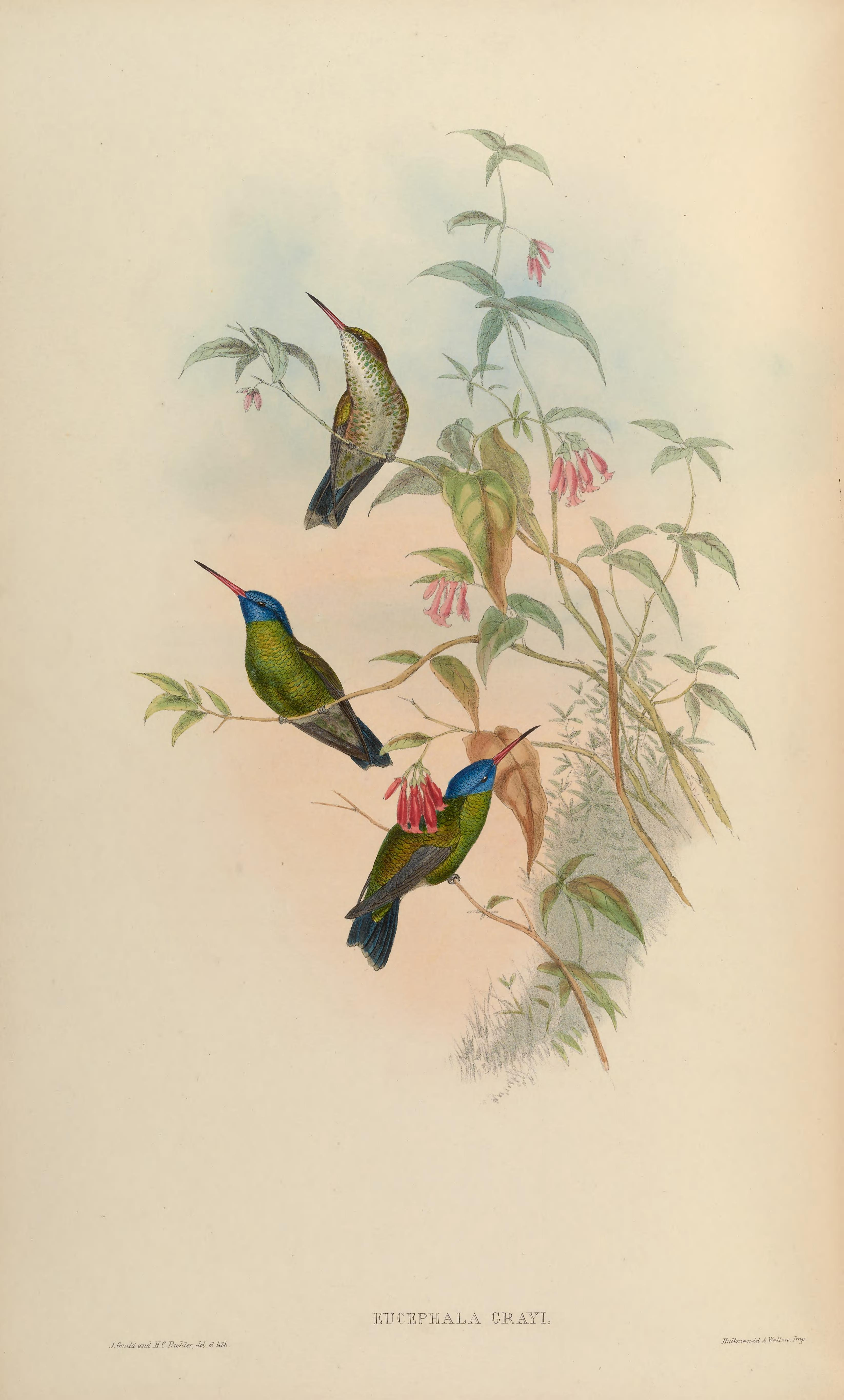
Blaukopfsaphir (♀ oben, ♂ unten), Darstellung von John Gould

Der Blaukopfsaphir erreicht eine Körperlänge von etwa 8 bis 9 Zentimetern. Der gerade, korallenrote, spitze Schnabel wird etwa 22 Millimeter lang. Beim Männchen ist der größte Teil des Körpers schimmernd grün. Der gesamte Kopf sowie der Hals glänzen blau. Der leicht gegabelte Schwanz ist dunkelblau gefärbt. Das Weibchen ist auf der Oberseite grün schimmernd; seine Unterseite ist weiß mit grünen Flecken an Hals und Brust. Der schwarze Schwanz weist weiße Sprenkel auf.

## Verbreitung und Lebensraum

Verbreitungsgebiet des Blaukopfsaphirs (grün)

Der Kolibri beschränkt sich auf ein lokales Gebiet. Im trockeneren Landesinneren sieht man ihn vorzugsweise im Gestrüpp oder in lichteren Wäldern. Der Vogel kommt normalerweise in Höhen bis 2000 Meter vor. Seine Heimat ist unter anderem in der Gegend um Cali und Buga.

## Verhalten
Der Blaukopfsaphir ernährt sich von Blütennektar an Blütenpflanzen verschiedener Höhenlagen. Man kann ihn auch in blühenden Baumkronen zusammen mit anderen Vögeln beobachten. Sein Verhalten ist beachtlich aggressiv.

## Unterarten
Bisher sind keine Unterarten bekannt. Früher zählte man den Humboldtsaphirkolibri (Chrysuronia humboldtii) als Unterart zu Hylocharis grayi. Mittlerweile wird er als eigene Art anerkannt. Die Art gilt als monotypisch.

## Etymologie und Forschungsgeschichte
Jules Bourcier und Adolphe Delattre beschrieben den Kolibri ursprünglich unter dem Namen Trochilus Grayi. Die Art wurde erstmals in Popayán (Kolumbien) entdeckt. Erst später wurde er der Gattung Hylocharis Boie, 1831 zugeordnet.
Das Wort Hylocharis setzt sich aus den griechischen Worten »hyle« für »Waldlandschaft« und »charis« für »Anmut, Schönheit« zusammen. Das Artepitheton grayi wurde zu Ehren von John Edward Gray (1800–1875) vergeben.